# جان سباهي
جان سباهي (من مواليد 20 يناير 1988 في مدينة اسطنبول في تركيا ) هو ممثل تركي .   

## المسلسلات
- عاصمة عبد الحميد (2017) - الأمير عبد القادر
- الحب مرة أخرى (2015) - Orhan Gunay
- العشق مجددا (2014) - aşk yeniden
- في انتظار الشمس (2014) - بورا
- الانتقام (2013-2014) - Barış Denizci
- نجم حكاية (مسلسل) (2011) - أمل
- المعلم كمال (2010) - دوروك
- آه قلبي (مسلسل) (2009) - باتو
- هجوم فني (عرض البرنامج) (2012)
- أحبني مثل (2014)

## روابط خارجية
- جان سباهي على موقع IMDb (الإنجليزية)